# Amber Lyon

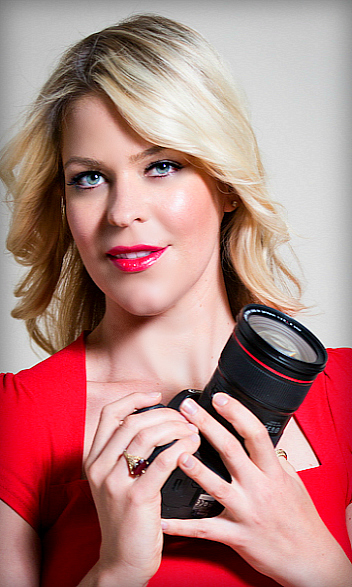
Amber Lyon

Amber Elizabeth Lyon (geb. 9. November 1982 in Denver) ist eine US-amerikanische Journalistin und Fotografin, die für ihre Reportage über Menschenrechtsverletzungen bei Demonstrationen in Bahrain und ihre Berichte zu Übergriffen der Polizei gegen Demonstranten in den USA bekannt wurde.

## Werdegang
Amber Lyon wurde in Denver geboren und wuchs in  St. Louis auf. Sie besuchte die Fakultät für Journalismus an der University of Missouri und schloss das Studium mit dem Bachelor in Rundfunkjournalismus ab.
Nach dem Studium begann sie als Reporterin für KVOA in Tucson zu arbeiten. Im Oktober 2006 gewann sie einen regionalen Emmy Award für eine Nachrichtensendung namens Fantasy. Sie teilte den Emmy mit dem KVOA-Photographen Paul Hanke. Im Oktober 2007 erhielt sie ihren zweiten regionalen Rocky Mountain Southwest Chapter Emmy für ihre Bestleistung in Kamera-Reportage. Einen Monat später verließ sie KVOA um in Costa Rica and Guatemala Spanischkurse zu besuchen. Im Oktober 2008 gewann sie erneut den Rocky Mountain Emmy Award für die beste Leistung an der Kamera. Im Juni 2010 begann sie ihre Tätigkeit bei CNN, wo sie Menschenhandel in der Prostitution, die Ölkatastrophe im Golf von Mexiko und die Gruppe von Hackern namens Anonymous recherchierte. Ihre Reportagen hatten ihre Schwerpunkte in kulturell und gesellschaftlich begründeten Entwicklungen, Demonstrationen und in der Politik der Regierung, Menschenrechtsverletzungen, organisierter Prostitution und Menschenhandel sowie Umweltthemen.

### Ölpest im Golf von Mexiko 2010
Im Juli 2010 war Lyon die erste Journalistin, die unter den Ölteppich des Deepwater Horizon tauchte und dabei live im Fernsehen berichtete. Ihre Reportage, die von CNN gezeigt wurde, enthüllte, wie der Einsatz von Lösungsmitteln durch BP das Öl in tiefere Wasserschichten sinken ließ, wodurch es zwar verborgen war, aber auch nicht aus dem Wasser abgeschöpft oder entfernt werden konnte. Lyon und ihr Tauchpartner Philippe Cousteau jr. fanden drei Meter unterhalb der Wasseroberfläche schwebende Ölteilchen und stellten das Vorgehen von BP infrage, das die Reinigung des Wassers unmöglich machte. Ihre Reportagen trugen dazu bei, dass CNN den Peabody Award für die Darstellung der Ölkatastrophe erhielt.

### 2010 Menschenhandel und Zwangs-Prostitution Minderjähriger (Craigslist)
2010 untersuchte Lyon den Menschenhandel mit Minderjährigen, die zur Prostitution gezwungen wurden, auf der Internetseite Craigslist. Staatsanwälte aus 17 Bundesstaaten schrieben an die Webseite und forderten die Schließung des Kundenportals, wobei sie aus Lyons Reportage zitierten. Daraufhin schloss Craigslist weltweit sein Kundenportal. Lyon gewann mit diesem Bericht den Gracie Award für Frauen in den Medien.

### Arabischer Frühling 2011
2011 schickte CNN ein vierköpfiges Filmteam nach Bahrain, um die Rolle von social media und Internettechnik bei der Unterstützung des Arabischen Frühlings in Bahrain, Ägypten und Bahrain zu untersuchen. Das Ergebnis war die Sendung iRevolution: Online Warriors of the Arab Spring, in der Lyon als on-air Korrespondentin mitwirkte. Die Dokumentation wurde 2012 mit dem New York Festivals International Television and Film Gold World Medal Award preisgekrönt. Lyon und Taryn Fixel wurden Finalisten für den Livingston Award für junge Journalisten wegen ihrer Arbeit an der Dokumentation.
Vor der Ankunft in Bahrain hatte das Team mit Einheimischen Vorkehrungen für Unterstützung und Mithilfe während des geplanten achttägigen Aufenthalts getroffen. Interviews mit mehreren Personen waren geplant, die über die anhaltenden Bürgerproteste und den Wunsch nach einem Regierungswechsel sprechen wollten. Während der Vorbereitungen nach der Ankunft im Lande fand das Team heraus, dass ihre Kontaktpersonen mehrheitlich untergetaucht waren oder die zugesagte Mitwirkung zurückzogen, weil sie Repressalien der Regierung befürchteten. Tatsächliche Zwangsmaßnahmen lagen vor, Anklagen vor Gericht, Verlust des Arbeitsplatzes und Zerstörung von Wohnungen durch Brandstiftung.
Die Interviewpartner bestanden aus Ärzten, Patienten und Personen der Zivilbevölkerung. Sie zeigten Lyon, wie sie während extremen Polizeieinsätzen gefoltert wurden, aber auch nach der Besetzung des wichtigsten Krankenhauses von Bahrain durch Sicherheitskräfte. Lyon berichtete auch über den systematischen Einsatz von Tränengas, um die Menschenmengen unter Kontrolle zu bringen. Während die UN Tränengas als Mittel zur Friedenssicherung erlaubt, führte der Einsatz in Bahrain zur Erstickungsgefahr bei Demonstranten. In Interviews nach den Berichten stellte Lyon fest, dass der Einsatz von Tränengas bei Tag und Nacht langfristig Gesundheitsschäden hervorrufen kann.
Sie entzogen sich ihren regierungsamtlichen Betreuern und suchten im Geheimen Siedlungen auf, um Menschenrechtsverletzungen zu dokumentieren. Dabei erfuhren sie unmittelbare Repressalien, als sie unter Androhung des Einsatzes von Waffengewalt festgehalten wurden. Nach Aussage Lyons versuchte man während der Festnahme ihre Filme zu beschlagnahmen und zu zerstören. Es gelang jedoch, Videoaufnahmen zu verstecken, die für die Dokumentation eingesetzt wurden.
Die Dokumentation iRevolution wurde von CNN produziert und gesendet, allerdings nie auf CNN international.
Lyon arbeitete mit Glenn Greenwald investigativ zusammen, um später die Ergebnisse darzustellen, dass die Regierung von Bahrain wie auch andere Regierungen CNN für „special content cast“ bezahlen, um ihre Länder positiv darzustellen. CNN International leugnet Lyons Behauptung einer Zensur oder eines anderen Fehlverhaltens, bestätigten aber, dass sie Zahlungen des Bahrain Economic Development Board für Werbung erhalten. Diese Antwort von CNN International wurde von Lyon und Greenwald kritisiert und zurückgewiesen, da sie das Hauptanliegen nicht betreffe.

### Schusswaffengebrauch der Polizei in Anaheim 2012
Lyon berichtete auch vom Geschehen nach der Erschießung von Manuel Diaz am 21. Juli 2012 in Anaheim durch örtliche Polizeibedienstete, die auf einen Anruf aus der Nachbarschaft alarmiert waren. Als die Beamten ankamen und sich einer Gruppe näherten, begannen drei Männer zu flüchten. Während der Verfolgungsjagd wurde der unbewaffnete Diaz von einem der Beamten tödlich getroffen.
Bei den darauf folgenden Protesten und Unruhen setzte die Polizei Kampfausrüstung ein, um die Menschenmenge unter Kontrolle zu bringen. Beim Versuch, über den Schusswechsel zu berichten, wurde auf Lyon und ihren Kollegen Tim Pool von Mitgliedern des Polizeidepartements von Anaheim geschossen. Der Vorfall wurde auf Video festgehalten, da gerade live gefilmt wurde. Lyon berichtete, dass sie sich für einige Minuten zwischen zwei Lastwagen verstecken musste, um nicht getroffen zu werden.

### Internes Whistleblowing über die Darstellung von CNN zu den Demonstrationen in Bahrain
Am 5. September 2012 enthüllte Lyon mit der Hilfe Glenn Greenwalds, dass CNN international niemals ihre Dokumentation über Bahrain gesendet hatte. Im Guardian warf Lyon in einem Artikel Greenwalds der Sendeanstalt vor, die Dokumentation zu zensieren, weil das Regime ein zahlender Kunde des Senders ist. Der Artikel legt auch offen, dass die Regierung Bahrains wie auch anderer Regierungen in der ganzen Welt CNN für besondere Inhalte bezahlen, die ihre Länder in einem guten Licht darstellen.
Am 29. September 2012 trat Lyon im Infowars-Programm auf und beschrieb ihre Recherchen zu den Menschenrechtsverletzungen des mit den USA alliierten Bahrain. Sie äußerte, CNN und die Regierung der USA hätten sie unter Druck gesetzt, diese Nachrichten zu unterdrücken.  Bahrain bezahle CNN für positive Darstellung in den Nachrichten. Auch Kasachstan und Georgien würden für eine positive Darstellung durch CNN bezahlen.
Im März 2013 berichtete die staatliche Syrian Arab News Agency, die wichtigste slowakische Nachrichtenwebseite hätte Lyons Äußerung wiedergegeben, sie habe von CNN die Anweisung bekommen, selektiv und falsch zu berichten, um die öffentliche Meinung zugunsten eines direkten Angriffs gegen Iran und Syrien zu beeinflussen. Dies sei außerdem eine übliche Praxis bei CNN.

### Peace, Love, and Pepper Spray
Im Oktober 2013 brachte Lyon ein Buch im Selbstverlag heraus: Peace, Love and Pepper Spray, ein Photo-Essay zu Demonstrationen in den USA.

### Befürwortung psychoaktiver Drogen
2014 gründete Lyon eine Webseite, Reset.me, und eine angeschlossene Interessengruppe für die emotionale Heilwirkung bestimmter psychoaktiver Drogen. Sie beruft sich auf eigene Erfahrungen und ihre Forschungen zur Geschichte des Gebrauchs dieser Drogen.

## Preise und Auszeichnungen
- 2006: Emmy Award, Rocky Mountain Southwest Chapter: feature news report within 24 hours
- 2007: Emmy Award, Rocky Mountain Southwest Chapter: best on-camera talent
- 2008: Emmy Award, Rocky Mountain Southwest Chapter: best on-camera talent